# النا آزارووا
النا آزارووا (روسی: Еле′на Ю′рьевна Аза′рова؛ زادهٔ ۵ ژوئن ۱۹۷۳) شناگر موزون اهل روسیه بود.